# MTV Ingolstadt
Männer-Turn-Verein von 1881 Ingolstadt är en idrottsförening i Ingolstadt med flera olika sporter på programmet. Den grundades 1881. 
Fotbollsektionen är numera en självständig förening under namnet FC Ingolstadt 04.

## Sektioner
- Basket
- Beachvolleyboll
- Bordtennis
- Brottning
- Friidrott
- Fäktning
- Gymnastik
- Handboll
- Judo
- Karate och kobudo
- Schack
- Skidsport
- Tennis
- Volleyboll